# Cocoa
Cocoa város az USA Florida államában, Brevard megyében. Lakosainak száma 19 041 fő (2020. április 1.).

## Népesség
A település népességének változása:

| 2010 | 17 140 |
| 2020 | 19 041 |